# Hémérodromes
Les hémérodromes (du grec émèra, jour, et dromos, course (ἡμεροδρόμος)), sont des coureurs employés, dans la Grèce antique, pour mener les dépêches dans les affaires de l’État. 
Il devait en général courir une journée à l'issue de laquelle il remettait son courrier à un autre hémérodrome. 
Des auteurs anciens racontent les réalisations remarquables de plusieurs hémérodromes nommés comme, par exemple, la course légendaire de Phidippidès, qui, au Ve siècle av. J.-C., aurait couru de Marathon à Athènes pour annoncer la victoire des Athéniens sur les Perses,.
Les hémérodromes ont également été utilisés comme éclaireurs dans les batailles où ils étaient envoyés par leurs généraux.

## Hémérodrome célèbre
- Phidippidès[4]